# Криве (Скалатська міська громада)
Криве́ — село в Україні, у Скалатській міській громаді Тернопільського району Тернопільської області. 
Населення — 697 осіб (2019).

## Географія
Розташоване на південному сході району. Неподалік міста Скалат.

### Клімат
Криве знаходяться в межах вологого континентального клімату із теплим літом. Але діяльність людини досить часто призводить до екоциду, поганих змін та глобального потепління. Рівень наповнення річок водою по області становить лише 20 % від необхідного стандарту, значна частина земної поверхні стає посушливою. Для покращення ситуації варто було б проводити ревайлдинг, відновлювати екосистеми та лісові насадження.

## Історія
Відоме від XVIII століття.
У дорадянський період діяли «Просвіта» й інші українські товариства.
1 січня 1926 р. із сільської гміни (самоврядної громади) Криве Скалатського повіту вилучена територія розпарцельованого (розділеного) фільварку «Малинівка біля Кривого» і з неї утворено самостійну гміну Малинівка.
1 серпня 1934 року село увійшло до об'єднаної гміни (рівнозначна волості) Остап'є.
У 1939 році в селі проживало 1490 мешканців (660 українців-грекокатоликів,, 640 українців-латинників, 20 поляків, 160 польських колоністів міжвоєнного часу, 10 євреїв).
З 1947 року мешканці села зазнали каральної акції операції «Захід».
З 24 серпня 1991 року село входить до складу незалежної України.
До 2015 року було адміністративним центром Кривенської  сільської ради. 
14 липня 2015 року ввійшло у склад Скалатської міської громади.
12 червня 2020 року, відповідно до розпорядження Кабінету Міністрів України  № 724-р «Про визначення адміністративних центрів та затвердження територій територіальних громад Тернопільської області», село увійшло до складу Скалатської міської громади.
19 липня 2020 року в результаті адміністративно-територіальної реформи та ліквідації Підволочиського району, село увійшло до складу новоствореного Тернопільського району.

## Населення

### Мова
Розподіл населення за рідною мовою за даними перепису 2001 року:
| Мова       | Кількість | Відсоток |
| ---------- | --------- | -------- |
| українська | 767       | 99.74%   |
| російська  | 1         | 0.13%    |
| румунська  | 1         | 0.13%    |
| Усього     | 769       | 100%     |

## Релігія
Є церква Різдва Пресвятої Богородиці (1863, мурована), капличка, «фігура» Божої Матері.

## Пам'ятники
Споруджено пам'ятники полеглим у німецько-радянській війні воїнам-односельцям (1965), Тарасу Шевченку (1992).

## Соціальна сфера
Діють загальноосвітня школа І-ІІ ступенів, дошкільний заклад, клуб, бібліотека, фелдшерсько-акушерський пункт, 4 торговельних заклади.

## Відомі особи

### Народилися
- Мелітон Бучинський (1847—1903) — український фольклорист, етнограф.

### Навчалися
- Мирон Зарицький (1889—1961) — український математик, професор, закінчив місцеву початкову школу.

## Галерея

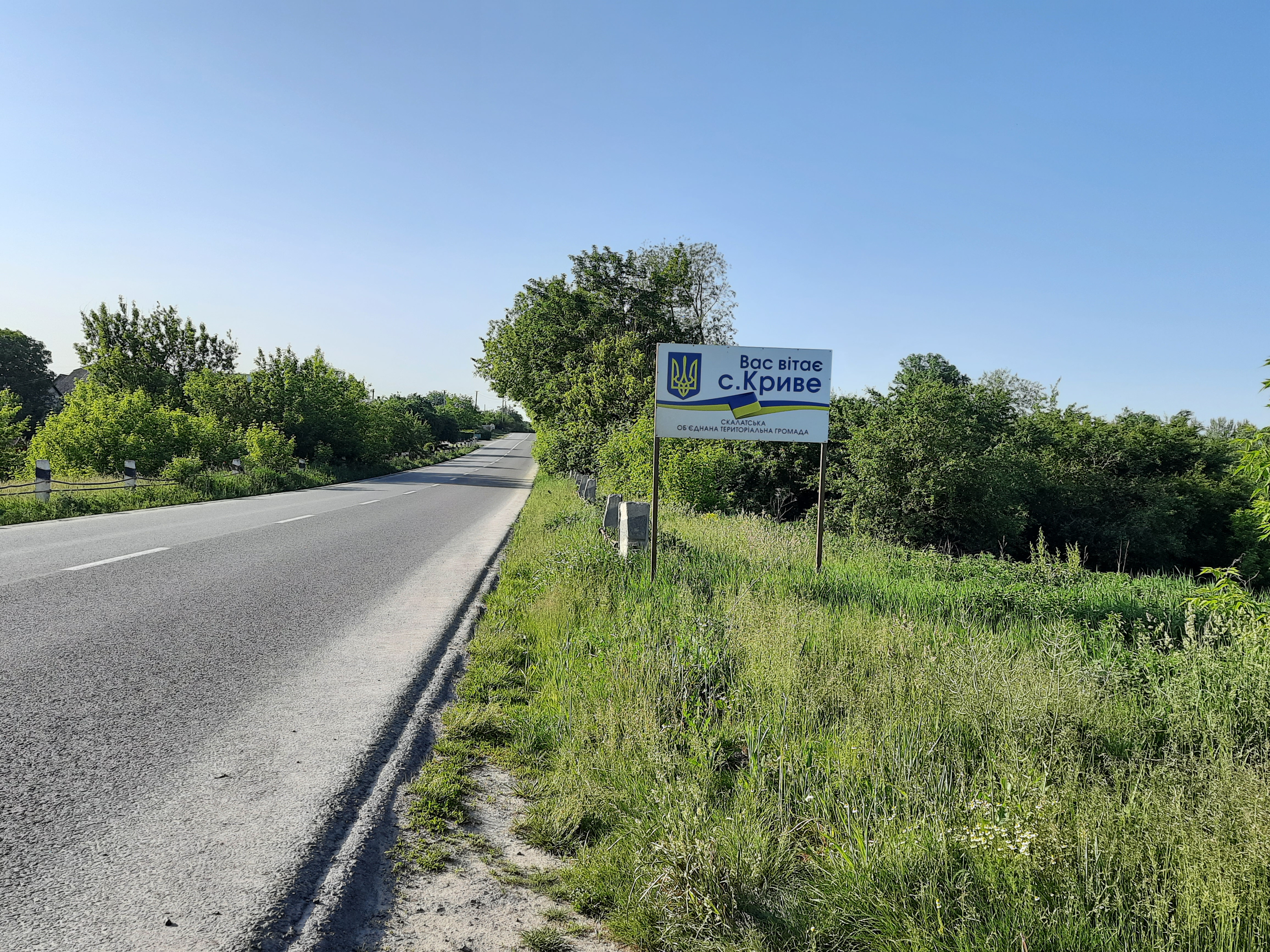
В'їзд у село
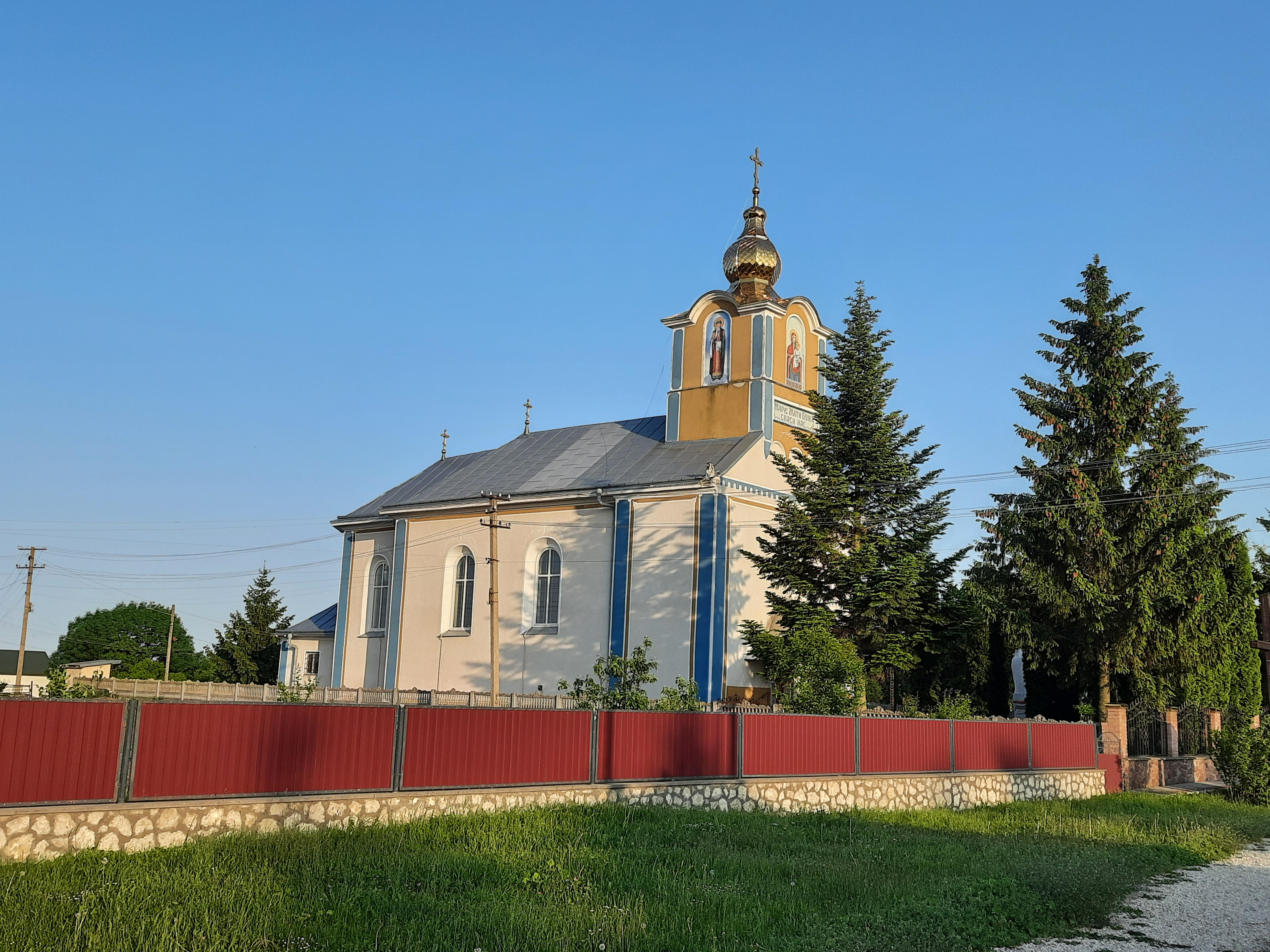
Церква Пречистої Діви Марії
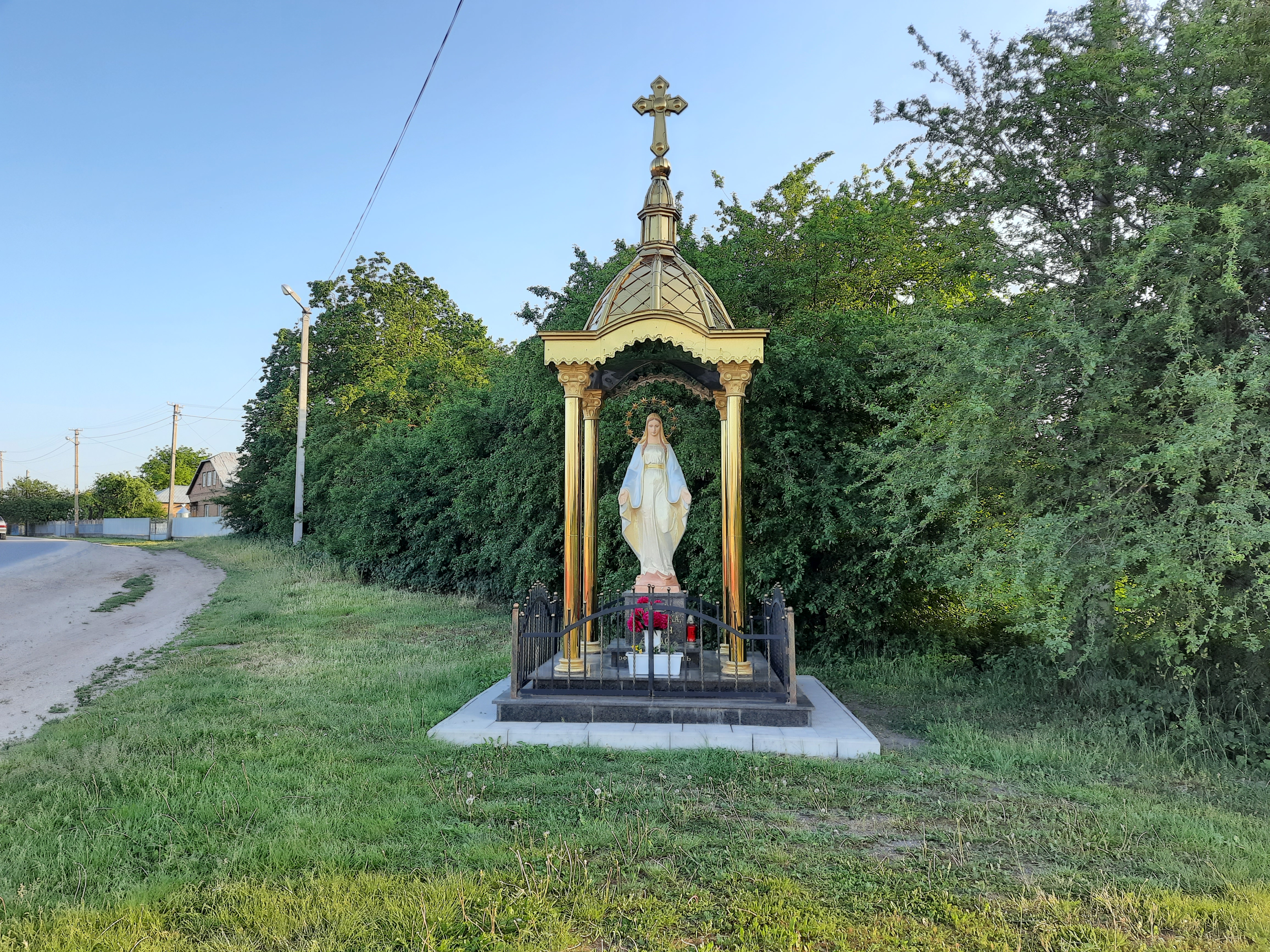
«Фігура» Божої Матері
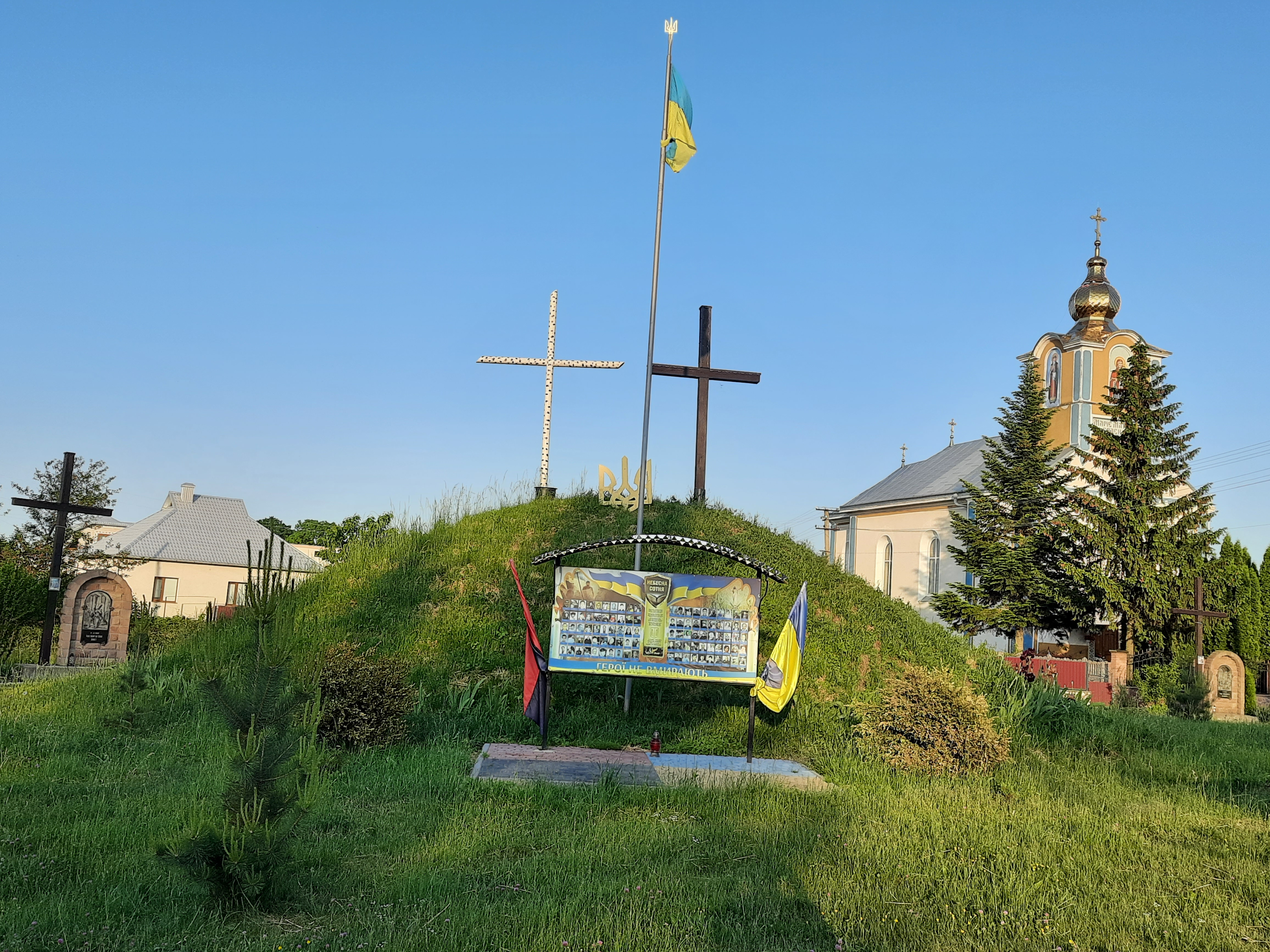
Пам'ятний знак борцям за волю України